# 中央军委纪律检查委员会纪检监察局
中央军委纪律检查委员会纪检监察局，位于北京市，是中央军委纪律检查委员会下属局，负责全军纪检监察工作。

## 沿革
在深化国防和军队改革中，2016年1月，成立中央军委纪律检查委员会，其下设中央军委纪律检查委员会纪检监察局，作为中央军委纪律检查委员会的纪检监察部门。

## 机构设置
- 纪委监察处[4]
- 第一纪律检查处[3]

……

## 历任局长
| 中央军委纪律检查委员会纪检监察局局长 1. 张曙光 少将（2016年—） | 中央军委纪律检查委员会纪检监察局副局长 - 梁文刚（2016年—） |